# 2005 BV49
2005 BV49 est un objet transneptunien classé comme cubewanos. 

## Caractéristiques
2005 BV49 mesure environ 190 km de diamètre.